# Heriberto Herrera
Heriberto Herrera (Guarambaré, 1926. április 24. – Asunción, 1996. július 26.) paraguayi és spanyol válogatott labdarúgó, hátvéd, edző.

## Pályafutása

### Játékosként
Herrera 1947 és 1953 között a paraguayi Nacional csapatának hátvédje volt. 1953-ban tagja volt a Copa América győztes válogatottnak. Ugyanebben az évben aláírt a spanyol Atlético de Madrid csapatához amelyben 1959-ig játszott. 1957-ben egy mérkőzésen pályára lépett a spanyol labdarúgó-válogatottban.

### Edzőként
Herrera edzői pályafutását 1959-ben a spanyol másodosztályú Rayo Vallecano csapatában kezdte. 1959 és 1964 között több spanyol csapatnak is volt a vezetőedzője (Tenerife, Granada, Valladolid, Espanyol, Elche), majd 1964-ben az olasz Juventus vezetőedzőjének nevezték ki;
a torinói csapattal 1965-ben olasz kupát nyert, valamint szerepelt az 1965-ös vásárvárosok kupája-döntőjében, amelyet a Ferencvárosi TC csapata nyert meg. Herrera 1967-ben olasz bajnoki címet nyert a Juventusszal. Herrera 1969 és 1975 között további olasz csapatokat edzett (Internazionale, Sampdoria, Atalanta), majd visszatért Spanyolországba a Las Palmas csapatához. 1976 és 1977 között a Valencia edzője volt. Később edzősködött még néhány korábbi csapatainál (Espanyol, Elche, Las Palmas), legutoljára a Las Palmas edzője volt 1982-ben.

## Sikerei, díjai

### Játékosként
- Paraguay
  - Copa América: 1953

### Edzőként
- Juventus
  - Olasz bajnok: 1966–1967
  - Olasz kupa: 1964–1965